# ماريس (إقليم)
ماريس (بالإسبانية: Provincia de Mares)‏ هو إقليم من أقاليم من إدارة سانتاندير، الذي انضم إليها بداية من عام 1886، عندما تحولت الدول ذات السيادة السابقة إلى إدارات وتقسيمات داخلية، سُميت بالأقاليم والمحافظات. يقع إقليم ماريس إلى الشمال الغربي من الإدارة وعاصمته هي مدينة بارانكابيرميخا.
يعود تسميته إلى روبرتو دي ماريس، رجل مُثير للجدل تمكن من استثمار الشركات الأمريكية وحقق عطاءات للدولة ساعدت في التنقيب عن النفط في المنطقة.
اقتصاديًا، يبرز الإقليم بشكل رئيسي باستخراجه البترول، حيث تقع إكوبترول مصفاة البترول الهامة في بارانكابيرميخا؛ كما أن الأنشطة الترفيهية مثل السياحة البيئية والرياضات المائية تتفوق بوصفها حقول اقتصادية.
يتكون هذا الإقليم من البلديات التالية:
- بارانكابيرميخا.
- بيتوليا
- سان بيثنتي دي شوكوري
- سابانا دي توريس
- بويرتو ويليث
- الكارمن دي شوكوري
- ثاباتوكا